# Eduard Manole
Eduard Gheorghe Manole (n. 21 martie 1964) este un om de afaceri român, care a candidat la Președinția României la alegerile din 2000 și la alegerile din 2009.

## Biografie
Gheorghe Eduard Manole s-a născut în anul 1969 și a absolvit cursurile Facultății de Fizică din cadrul Universității București. Este director general al SC Concept LTD SRL.
El a devenit o persoană cunoscută, în calitate de candidat independent la Președinția României, la alegerile din 26 noiembrie 2000. A strâns un număr de 306.000 de semnături de susținere și a avut ca semn electoral "timona".